# Vlastimil Svoboda
Vlastimil Svoboda (* 16. září 1972, Chomutov) je bývalý český fotbalista, záložník. V mládežnických kategoriích hrál za VTŽ Chomutov a ve třinácti letech přestoupil do Sparty Praha, kde i začal svou ligovou kariéru. Na vojně hrál za RH Cheb, po vojně se do Sparty vrátil. V letech 1994-1996 hrál za FK Jablonec, v letech 1996-2002 hrál za AC Sparta Praha. V roce 2002 ho Sparta uvolnila na hostování do druholigové Plzně. V lize dále pokračoval v 1. FK Příbram. V sezóně 2004-2005 hrál za kyperský Aris Limassol. V lize odehrál 138 utkání a dal 2 gólů. Se Spartou získal v letech 1996-2000 čtyřikrát ligový titul.